# Cryptothelea tandilensis
Cryptothelea tandilensis är en fjärilsart som beskrevs av Köhler 1931. Cryptothelea tandilensis ingår i släktet Cryptothelea och familjen säckspinnare. Inga underarter finns listade i Catalogue of Life.